# Сюниг (річка)
Сюни́г (Сюник, Синик; рос. Сюныг, Сюнык, Сынык) — річка в Удмуртії (Селтинський район), Росія, ліва притока Кільмезю.
Річка починається з невеликого озерця у селі Якимовці, пртікає на північний захід. Впадає до Кільмезі на території колишнього селища Сюниг. Середня та нижня течії протікає через лісові масиви. В колишньому селі Сюниг створено ставок.
Над річкою розташоване село Якимовці. У нижній течії збудовано автомобільний міст, тут же проходить і нафтопровід.